# Nordita

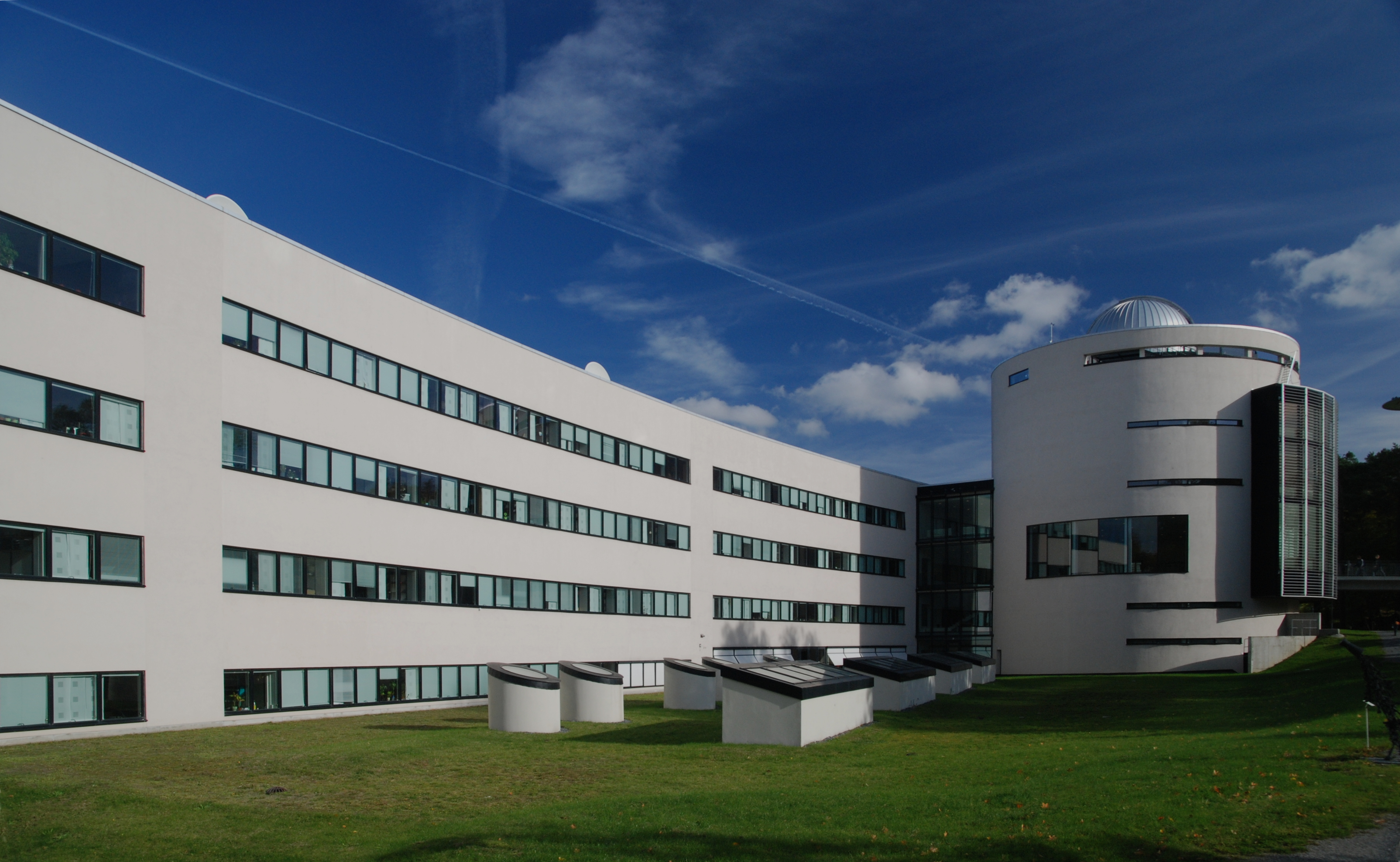
AlbaNovas huvudbyggnad.

Nordita, det Nordiska institutet för teoretisk fysik, skapades 1957 på initiativ av Niels Bohr, Torsten Gustafson m.fl.
Nordita stöds av Nordiska ministerrådet. Institutet var till en början lokaliserat till Niels Bohr-institutet vid Köpenhamns universitet, men flyttade 2006 till Stockholm där det drivs gemensamt vid AlbaNova av Stockholms universitet och KTH.